# Episodi di Hope & Faith (seconda stagione)
La seconda stagione della sitcom Hope & Faith è stata trasmessa in prima visione negli Stati Uniti d'America da ABC dal 24 settembre 2004 al 6 maggio 2005.
In Italia è stata trasmessa su Fox Life dal 5 novembre 2005 e in chiaro da Canale 5 dal 22 giugno  all'8 luglio 2006.
| nº | Titolo originale           | Titolo italiano                    | Prima TV USA      | Prima TV Italia |
| -- | -------------------------- | ---------------------------------- | ----------------- | --------------- |
| 1  | Escape from Albuquerque    | Fuga da Albuquerque                | 24 settembre 2004 | 5 novembre 2005 |
| 2  | Mall in the Family         | Un appartamento invidiabile        | 1º ottobre 2004   |                 |
| 3  | Queer as Hope              | Mamma dell'anno                    | 15 ottobre 2004   |                 |
| 4  | Hold the Phone             | La guerra del telefono             | 22 ottobre 2004   |                 |
| 5  | Faith Scare-Field          | Chi la fa, l'aspetti               | 29 ottobre 2004   |                 |
| 6  | Natal Attraction           | Mandi, o non mandi!                | 5 novembre 2004   |                 |
| 7  | Stand By Your Mandi        | Questo matrimonio non s'ha da fare | 12 novembre 2004  |                 |
| 8  | The Dolly Mama             | Una brava mammina                  | 19 novembre 2004  |                 |
| 9  | Just-in Time               | Due mamme per Justin               | 19 novembre 2004  |                 |
| 10 | 9021-Uh-Oh                 | Come eravamo                       | 26 novembre 2004  |                 |
| 11 | Do I Look Frat in This?    | Un consiglio per zia Faith         | 3 dicembre 2004   |                 |
| 12 | Aru-bah Humbug             | Aspettando Babbo Natale            | 17 dicembre 2004  |                 |
| 13 | The Gooch                  | Il Gooch                           | 7 gennaio 2005    |                 |
| 14 | Another Car Commercial     | Il ritorno di Avvenente Hal        | 14 gennaio 2005   |                 |
| 15 | Carmen Get It              | Il ciclone Carmen                  | 21 gennaio 2005   |                 |
| 16 | Catering-a-ding-ding       | È nata una stella in cucina        | 28 gennaio 2005   |                 |
| 17 | O' Sister, Where Art Thou? | Sorelle                            | 4 febbraio 2005   |                 |
| 18 | Hope Couture               | Hope Couture                       | 11 febbraio 2005  |                 |
| 19 | Wife Swap (1)              | Cambio moglie (1ª parte)           | 18 febbraio 2005  |                 |
| 20 | Wife Swap (2)              | Cambio moglie (2ª parte)           | 18 febbraio 2005  |                 |
| 21 | 21 Lunch Street            | Asparagi alla Britney Spears       | 4 marzo 2005      |                 |
| 22 | A Room of One's Own        | Una stanza propria                 | 25 marzo 2005     |                 |
| 23 | Faith Affair-field         | L'amante misteriosa                | 8 aprile 2005     |                 |
| 24 | Weather or Not             | Che tempo fa?                      | 29 aprile 2005    |                 |
| 25 | Of Rice and Anchor Men     | Decisione difficile                | 6 maggio 2005     |                 |
| 26 | Season Finale              | I pretendenti                      | 6 maggio 2005     |                 |